# نجيب عبد الملك
نجيب أمين عبد الملك (1887 - 1923) سياسي لبناني.  ولد في بتاتر ودرس في عينطورة ثم في باريس ونال شهادة الحقوق سنة 1914. عمل محامياً ثم عضو مجلس الإدارة متصرفية جبل لبنان 1915، ووفد المملكة العربية السورية إلى مؤتمر باريس للسلام 1919، هو أوّل وزير للمعارف في لبنان 1922. 

## سيرته
ولد نجيب بن أمين بن محمد بن أحمد عبد الملك في بتاتر سنة 1887، وتلقى علومه في مدرسة عينطورة ثم درس في باريس ونال شهادة الحقوق سنة 1914، وبدأ حياته العلمية محامياً في مكتب والده المحامي أيضاً.

عندما أنشئت نقابة المحامين في لبنان انتخبت لجنة إدارية لها ففاز نجيب بك بعضوية هذه اللجنة التي عقدت اجتماعها الأول في 19 كانون الأول 1919.

وفي مؤتمر الصلح في فرساي سنة 1919 كان نجيب بك من أعضاء وفد الحكومة الفيصلية، وفي العهد الفرنسي عين ناظراً للمعارف سنة 1922، خلفاً لداود عمون. وكانت له اليد الطولى في تنظيم مدرسة الصنائع والفنون، وفي تحسين مناهج التعليم، ونال وسام المعارف من درجة ضابط واستمر بعدها في تعاطي مهنة المحاماة ولم يعمّر طويلاً إذ أصيب بمرض النوم فتوفي في سنة 1923.